# Acrobasis automorpha
Acrobasis automorpha is een vlinder van de familie van de snuitmotten (Pyralidae). De wetenschappelijke naam van deze soort is voor het eerst voorgesteld als Conobathra automorpha door Edward Meyrick in een publicatie uit 1886.
De soort komt voor in Papoea-Nieuw-Guinea.